# José Antonio Dinarés
José Antonio Dinarés Massagué (en catalán: Josep Antoni Dinarés i Massagué, nacido el 5 de enero de 1940 en Tarrasa, Cataluña) es un exjugador de hockey sobre hierba español. Su logro más importante fue una medalla de bronce en los juegos olímpicos de Roma 1960 con la selección de España. 

## Participaciones en Juegos Olímpicos
- Roma 1960, medalla de bronce.
- Tokio 1964, cuarto puesto.
- México 1968, sexto puesto.